# 矢野茂 (検察官)
矢野 茂（やの しげる、1853年7月11日（嘉永6年6月6日） - 1935年（昭和10年）3月23日）は、明治から昭和時代初期の司法官。広島控訴院検事長。

## 経歴
矢野彦蔵の長男としてのちの熊本県に生まれ、幼くして矢野吉蔵の養子となり家督を相続する。司法省法学校速成科第一期生。1875年（明治8年）司法省に出仕し、1881年（明治14年）判事に進み、1886年（明治19年）控訴院評定官となる。間もなく大阪控訴院判事に任じ、関西法律学校（のちの関西大学）にも出講した。同年高知地方裁判所長に転任し、1893年（明治26年）長崎地方裁判所長、1901年（明治34年）長崎控訴院検事を経て、1902年（明治35年）広島控訴院検事長に任じた。

## 親族
- 長男：矢野恕（地方事務官）[4]